# Krystyna Mokrosińska
Krystyna Maria Mokrosińska (ur. 16 sierpnia 1942 w Warszawie) – polska dziennikarka i filmowiec, dokumentalistka, prezes, następnie honorowy prezes Stowarzyszenia Dziennikarzy Polskich (SDP).

## Życiorys
Absolwentka polonistyki na Uniwersytecie Warszawskim i podyplomowego studium dziennikarskiego na tej uczelni. Następnie studiowała w Wyższym Studium Zawodowym Realizacji Telewizyjnej Programów Dziennikarskich Państwowej Wyższej Szkoły Filmowej, Teatralnej i Telewizyjnej w Łodzi.
W latach 1966–1968 pracowała na Wydziale Dziennikarstwa UW, od 1969 zatrudniona w Telewizji Polskiej. Po wprowadzeniu stanu wojennego usunięta z pracy ze względów politycznych. W tym czasie dorabiała, pracując jako sprzedawczyni w kwiaciarni. Po 1989 znów pracowała w TVP, m.in. była zastępczynią dyrektora i pełniącą obowiązki dyrektora TVP2, a w latach 1991–2000 była szefem Działu Form Dokumentalnych tego kanału. Stworzyła m.in. cykle Małe Ojczyzny i Moje miejsce. Jej film W duchu i prawdzie został wyróżniony na festiwalu w Niepokalanowie, a film Podsłuchane życie nagrodzono „Melchiorem 2009”. Wyreżyserowała także m.in. Solidarność – jak zerwaliśmy żelazną kurtynę i Dialog z księdzem Tischnerem.
W 1972 wstąpiła do Stowarzyszenia Dziennikarzy Polskich. Była wiceprezesem SDP, a w latach 2001–2011 prezesem tej organizacji. Następnie została honorowym prezesem SDP. Należy również do Stowarzyszenia Wolnego Słowa.
W 2012, za zasługi w działalności na rzecz niepodległości i suwerenności Polski oraz respektowania praw człowieka w PRL, została odznaczona Krzyżem Wolności i Solidarności. W 2013 prezydent Bronisław Komorowski, za wybitne zasługi dla rozwoju telewizji publicznej, za osiągnięcia w pracy zawodowej i działalności społecznej, nadał jej Krzyż Oficerski Orderu Odrodzenia Polski.